# Minecraft: Story Mode
Minecraft: Story Mode là một trò chơi điện tử phiêu lưu trỏ và nhấp được xuất bản bởi Telltale Games, dựa trên trò chơi thế giới mở Minecraft. Trò chơi gồm năm tập, được phát hành từ tháng 10 năm 2015 đến tháng 3 năm 2016, và thêm ba tập nữa đã được phát hành dưới dạng nội dung có thể tải xuống vào khoảng giữa năm 2016. Trò chơi được phát hành trên Microsoft Windows, OS X, PlayStation 3, PlayStation 4, PlayStation Vita, Wii U, Nintendo Switch, Xbox 360, Xbox One, Android, iOS và Apple TV. Nó được phát triển hợp tác với Mojang, nhà phát triển ban đầu của Minecraft. Một phiên bản bán lẻ khác đã được phát hành vào tháng 12 năm 2016.
Trò chơi dựa theo cấu trúc tập truyện mà Telltale Games đã sử dụng cho The Walking Dead, The Wolf Among Us, Tales from the Borderlands và Game of Thrones. Trò chơi xoay quanh một nhân vật mới tên là Jesse, có thể thiết lập giới tính tùy ý giữa nam và nữ; họ và những người bạn của mình cố gắng cứu thế giới của họ bằng cách đánh bại Wither Storm.
Một season 5 tập mới được phát hành bởi Telltale ngày 11 tháng 7 2017, tiếp tục câu chuyện từ season 1 và bị ảnh hưởng bởi chọn lựa bởi người chơi season đó.
Vào tháng 6 năm 2018, Netflix và Telltale đã ký thỏa thuận hợp tác, và mùa đầu tiên của trò chơi Minecraft: Story Mode đã được thông báo sẽ phát hành trên Netflix vào ngày 7 tháng 11 năm 2018.  Do không rõ lý do, ngày phát hành đã được đẩy lên Ngày 27 tháng 11. Ngày hôm đó, ba tập đầu tiên của bộ truyện được phát hành và hai tập cuối cùng được phát hành vào ngày 5 tháng 12.
Âm nhạc cho trò chơi do Anadel, một ban nhạc dân gian có trụ sở tại California, sáng tác.  Trò chơi tuân theo định dạng nhiều tập mà Telltale đã sử dụng cho các tựa trước của nó , nơi các lựa chọn và hành động của người chơi có ảnh hưởng đáng kể đến các yếu tố câu chuyện sau này.
Vào ngày 25 tháng 6 năm 2019, Minecraft: Story Mode sẽ chính thức khai tử. Vì nhà xuất bản này không còn kinh doanh nữa.

## Cách chơi
Minecraft: Story Mode là một dạng trò chơi điện tử phiêu lưu trỏ và nhấp hài hước pha đa cảm xúc mang tính tương tác và theo tập, tương tự như các trò chơi khác của Telltale Games; phát hành dưới dạng những tập khác nhau. Người chơi sẽ đi thu thập đồ vật, giải quyết các câu đố, và nói chuyện với các nhân vật không phải là người chơi, thông qua những cây đối thoại để tìm hiểu cốt truyện và xác định xem phải làm gì tiếp theo. Giống như các trò chơi khác của Telltale, các quyết định mà người chơi tạo ra sẽ ảnh hưởng đến các sự kiện trong tập hiện tại và sau này. Tuy nhiên, không giống như những trò chơi trước đây của Telltale Games có khuynh hướng mang màu sắc trưởng thành hoặc cảm xúc bi kịch (cái chết của các nhân vật chính), Minecraft: Story Mode là một dạng thân thiện với gia đình; do đó, các quyết định vẫn sẽ là quan trọng và đầy cảm xúc nhưng sẽ không bao giờ mang tính trưởng thành.

## Tóm tắt

### Cốt truyện
Minecraft: Story Mode diễn ra trong một thế giới trình diễn của Minecraft. Nhân vật chính được đặt tên là Jesse, một nhân vật Minecraft mới, người cùng tham gia một chuyến đi với bạn bè trong thế giới Minecraft để tìm The Order of the Stone (Gabriel, Ellegaard, Magnus, Soren, và Ivor) - năm nhà thám hiểm huyền thoại đã giải cứu thế giới Minecraft. Jesse được mô tả như là một người chơi mới của Minecraft, vẫn đang học cách xây dựng và chế tạo nhưng có một đam mê với thế giới Minecraft. Trò chơi sẽ bao gồm một số địa điểm tồn tại trong phiên bản thực của Minecraft mà một số người chơi gặp khó khăn trong việc tiếp cận, bao gồm Nether, The End và Far Lands.

### Nhân vật
Người chơi có thể tùy chỉnh Jesse, bao gồm lựa chọn giới tính và màu da; phiên bản nam được Patton Oswalt lồng tiếng, trong khi phiên bản nữ được Catherine Taber lồng tiếng. Các nhân vật khác trong trò chơi bao gồm Petra (lồng tiếng bởi Ashley Johnson), Axel (Brian Posehn), Olivia (Martha Plimpton), Lukas (Scott Porter), Maya, Ivy, Fangirl (GK Bowes), Owen (Owen Hill), Gill (Phil LaMarr), Aiden, Otis (Matthew Mercer), Usher (Jason 'jtop' Topolski), Ivor (Paul Reubens), Sigge, Fanboy (Billy West), Lydia (Lydia Winters), Người phát ngôn (Erin Yvette), Chú heo nuôi của Jesse Reuben (Dee Bradley Baker) và bốn thành viên của The Order of the Stone: Gabriel the Warrior (Dave Fennoy), Magnus Rogue (Corey Feldman), Ellegaard the Redstone Engineer (Grey Griffin) và Soren the Architect (John Hodgman); Stauffer nói rằng các nhân vật như một tổng thể đại diện cho những loại game thủ khác nhau chơi Minecraft. Billy West là người kể chuyện.

### Nội dung từng tập

#### The Order of the Stone (Tập 1)
Nhà xây dựng trẻ Jesse, bạn của cậu ta là Olivia và Axel cùng với chú heo con của họ, Reuben đi thi đấu trong cuộc thi xây dựng Endercon; mỗi năm họ đều thua đội cạnh tranh Ocelot. Mặc dù vậy, họ đã thành công trong việc xây dựng một sự kết hợp ấn tượng (do người chơi quyết định giữa xây Enderman hay Crepper), khiến cho thành viên của Ocelot, Aiden, ghen tức dọa Reuben chạy mất. Jesse đi theo anh ta và cả hai đều được cứu thoát khỏi quái vật bởi người bạn Petra, người đã thuyết phục Jesse giúp cô trong một hợp đồng kinh doanh bán một Wither Skull cho viên kim cương.
Quay trở lại cuộc thi (cả nhóm thắng hoặc mất, tùy thuộc vào việc bạn bè của Jesse có theo họ hay không), thỏa thuận trở nên tồi tệ khi Ivor, người mà Petra bán hộp sọ, bỏ chạy. Không thể vào tòa nhà mà anh ta chạy vào, họ, tham gia với Lukas (lãnh đạo của Ocelot), tạo ra sự phân tâm cho phép họ lẻn vào. Sau Ivor vào phòng thí nghiệm dưới lòng đất, họ phát hiện ra rằng anh ta đang tạo ra một Wither, một sinh vật nguy hiểm vô cùng, nhưng không thể ngăn cản anh ta. Sinh vật tấn công sự kiện và nhắm mục tiêu Gabriel, một thành viên của The Order of the Stone, người mà Ivor dường như biết. Thật không may, Ivor mất quyền kiểm soát con quái vật, do "khối lệnh" đặc biệt biến thành một phiên bản tiên tiến, khủng khiếp hơn của chính nó được gọi là "The Wither Storm", phá hủy thành phố, buộc nhóm phải đến Nether nguy hiểm, đánh mất Petra và Gabriel trong quá trình này. Gabriel cho họ tìm kiếm các thành viên khác là Magnus và Ellegaard, và đưa cho họ chiếc bùa hộ mệnh để hướng dẫn họ.
Ở Nether, họ tìm thấy một con đường ray để lại bởi Hội, và đến Overworld, nơi họ quyết định để trú cho ban đêm. Axel có một sự cay đắng không giải thích được đối với Lukas, và Jesse phải chọn người mà họ sẽ bên cạnh. Sáng hôm sau, họ đến pháo đài của Hội, nơi họ khám phá ra rằng các tài liệu lưu trữ rằng Ivor đã thực sự là một thành viên của Hội, nhưng đã bị đuổi. Sau đó họ tìm thấy một cỗ máy rằng, khi gắn với bùa hộ mệnh, nó sẽ hiển thị trên bản đồ vị trí hiện tại của các thành viên. Lukas quyết định ở lại và củng cố pháo đài, và yêu cầu một trong bốn người ở lại với anh ta. Người chơi sau đó có một sự lựa chọn: đi cùng Axel để lấy Magnus, hoặc với Olivia để có được Ellegaard. Khi Jesse và Axel /Olivia chuẩn bị rời đi, Wither Storm đã tiếp cận.

#### Assembly Required (Tập 2)
Jesse và Axel / Olivia hướng tới Boom Town / Redstonia để tuyển dụng Magnus / Ellegaard để giúp đỡ họ. Sau khi thành công trong việc gia nhập nhóm, họ trở lại ngôi đền để khám phá ra rằng thành viên kia đã cũng quay về và bây giờ đã đoàn tụ với Petra hoặc Gabriel (tùy thuộc vào người mà Jesse phải cứu trước đó). Trở lại máy, họ phát hiện ra rằng nó bây giờ cho thấy vị trí của người cuối cùng, thành viên lâu đời, Soren, cũng như Ivor, người đang hướng về anh ta. Ellegaard tiết lộ rằng cô và Soren đã xây dựng một "F-Bomb", một chất nổ khổng lồ vô cùng, và đề xuất đây là một giải pháp cho vấn đề của Wither Storm. Nhóm đi tìm Soren, và tìm phòng thí nghiệm bí mật của Soren. Ở đó, Jesse, Lukas và Reuben tìm thấy một đàn Endermen. Magnus và Ellegaard (người rõ ràng không hòa thuận tốt) đi tìm "F-Bomb" theo những hướng riêng biệt. Jesse và Petra / Gabriel đi một hướng, Lukas, Olivia và Axel đi hướng ngược. Khi họ đi bộ, Petra / Gabriel tiết lộ với Jesse rằng họ "Bị Wither Sickness", điều đó trở nên tồi tệ hơn theo phút. Cuối cùng, họ đối đầu với Ivor, nhưng anh ta nói họ, nói rằng Hội sẽ không thể làm bất cứ điều gì, sau đó sử dụng một loại thuốc ném và thoát ra, đóng cửa sau lưng anh ta.

#### The Last Place You Look (Tập 3)
Nhóm bị mắc kẹt. Họ đã có thể trốn thoát, nhưng kết thúc vào Thế giới Ender. Ở đó, họ nhận ra Soren và đi theo anh vào ngôi nhà khổng lồ, nơi mà Jesse tìm thấy anh ta đang nghiên cứu Enderman nguy hiểm. Jesse thuyết phục Soren để giúp tiêu diệt Wither Storm sử dụng Formidi-Bomb vô cùng mạnh mẽ, cũng giống như nó tấn công. Họ trở lại bề mặt, nơi họ đoàn tụ với Magnus và Ellegaard. Soren yêu cầu một tình nguyện viên để đặt Formidi-Bomb, nhắc nhở họ rằng các quả bom sẽ đi nổ vài giây sau khi được thực hiện. Nhiệm vụ này rơi vào vai Jesse. Chấp nhận áo giáp của Magnus hoặc Ellegaard, Jesse xây dựng và sử dụng Formidi-Bomb, và vẫn sống sót, nhưng Magnus hoặc Ellegaard (tùy thuộc vào người đã cho Jesse áo giáp) bị giết do Wither Storm tấn công. Formidi-Bomb phát nổ tiêu diệt quái vật, và giải phóng các công dân nó ăn, bao gồm cả Gabriel hoặc Petra bây giờ bị mất trí nhớ. Tuy nhiên, Command Block đã được sử dụng còn sót lại, và Wither Storm tái sinh, nhưng lần này nó tách làm ba con.

#### A Block and a Hard Place (Tập 4)
Thật không may, do bom không đến Command Block giữ nó sống, Wither Storm định hình lại, đã tách ra thành ba Wither Storms, buộc mọi người phải chạy trốn. Sau đó, nhóm gặp Ivor, người muốn sửa sai lầm của mình và đưa ra giải pháp: sử dụng một quyển sách phù phép mà ông tạo ra nhờ chính Command Block ở phòng thí nghiệm tại Farland, Jesse có thể chế tạo và phù phép ra một vũ khí mạnh mẽ mà họ có thể sử dụng để phá hủy Command Block. Nhóm của Jesse  (có thể là thành viên bị dính Wither Sickness và Lukas) đi đến nhà của Ivor, nơi họ biết rằng trận Ender Dragon làm cho Order trở nên nổi tiếng đã không thực sự xảy ra: Soren đã sử dụng Command Block để đẩy Ender Dragon ra khỏi sự tồn tại. Ivor rời bỏ Hội với sự thất vọng và đó là lý do tại sao ông triệu hồi Wither Storm để dạy cho họ một bài học.
Nhờ Ivor, Jesse tạo ra được thứ vũ khí phù phép (người chơi có thể chọn để tạo ra), và với sự trợ giúp của Endermen, họ sử dụng để đi vào bên trong Wither Storm và phá hủy Command Block, mặc dù Reuben bị thương nặng trong tiến trình và chết ngay sau đó. Khi cả thế giới khen ngợi những anh hùng mới, Jesse thuyết phục Gabriel, người đang nhớ mọi thứ hoặc đã được chữa trị (cùng với Petra), nói sự thật về quá khứ của Hội hoặc tiếp tục giữ bí mật. Dù bằng cách nào, Jesse và bạn bè của họ sau đó được đặt tên là The Order of the Stone mới.

#### Order Up! (Tập 5)
Order of the Stone mới (gồm Jesse, Axel, Petra, Olivia, nhưng không phải Lukas) đến một ngôi đền trong rừng, háo hức tìm kho báu. Sau khi giải quyết một câu đố, họ đi xuống cầu thang để tìm kho báu (một loại đá lửa và thép được yểm bùa), nhưng bị bao vây bởi đám đông thù địch. Suýt chút nữa thoát chết, Order quyết định đến gặp Ivor để nói chuyện với anh ta về loại đá lửa và thép mà họ tìm thấy. Trên đường trở về, họ bị các Blaze Rods (trước đây là Ocelots và giờ không có Lukas) làm gián đoạn, họ đang nói xấu về Order cũng như thành viên cũ của họ, Lukas. Sau khi Jesse đe dọa sẽ chiến đấu với họ, họ ngừng làm phiền họ và đi vào rừng, Aiden cảnh báo Jesse rằng mọi thứ sẽ không phải lúc nào cũng như vậy.
Trở về nhà, Ivor được phát hiện đang xây dựng một ngôi nhà dung nham bị đồng bào cho là "không an toàn". Người chơi có thể chọn nếu nó nên được giữ lại hoặc nếu nó nên bị phá hủy bởi các công dân. Tuy nhiên, Ivor, Petra, Jesse và Lukas gặp nhau trong căn phòng kho báu của cung điện của Order. Ivor được cho xem đá lửa và thép mê hoặc khi anh nhận ra rằng nó có thể dẫn họ đến Eversource. Không có thời gian để lãng phí, tất cả họ quay trở lại ngôi đền và tìm một cánh cổng, nhưng khi họ thắp sáng nó, các Blaze Rods bước vào cổng trước, sau đó là Jesse, Lukas, Petra và Ivor.
Cổng thông tin đưa bốn người (Jesse, Lukas, Petra và Ivor) đến một hòn đảo trên bầu trời gần với "Sky City", một thành phố cấm xây dựng trái phép. Tuy nhiên, bốn người xây dựng đến Sky City bằng cách tạo ra một cây cầu bằng đất. Từ đó, họ gặp gỡ Milo, một người nổi tiếng của Sky City. Trước khi họ có thể nhận được thông tin về nơi ở của Blaze Rods, toàn bộ thị trấn được kêu gọi cho một cuộc họp khẩn cấp. Isa, người sáng lập Sky City, đe dọa bắt Jesse vì đã xây dựng cây cầu, nhưng Ivor quyết định tự mình tham gia.
Nếu người chơi đi cùng Ivor, Jesse và Lukas cũng đến gặp Người sáng lập. Jesse có một cuộc trò chuyện với Người sáng lập, giải thích lý do tại sao họ không phải là tội phạm. Tuy nhiên, Người sáng lập gửi cả ba người vào tù, nhưng Reginald thấy rằng họ không thực sự là tội phạm và ở đây để ngăn chặn Blaze Rods, vì vậy anh ta để họ tự do để ngăn chặn Aiden.
Tương tự như vậy, nếu người chơi đi cùng Milo, Lukas dù sao cũng sẽ bị bắt còn Jesse và Petra đi đến một căn phòng bí mật trong quán trọ là nhà của Câu lạc bộ Xây dựng. Cũng được tiết lộ rằng Milo là lãnh đạo của câu lạc bộ nói trên, nhưng để những người xây dựng chắc chắn rằng họ là "thợ xây", Jesse phải tạo ra một cái đe, một con golem sắt hoặc ủng sắt. Milo, Jesse và Petra sau đó đi đến cung điện để ngăn chặn Blaze Rods.
Trong phòng ngai vàng, cả năm người gặp nhau và đi đến phòng tài nguyên, xếp đầy những chiếc rương chứa đầy trứng đẻ trứng. Cả nhóm tìm thấy thành công Eversource, hóa ra là một con gà đẻ trứng. Isa và Aiden đều xuất hiện để ngăn chặn họ, với Blaze Rods phản bội Isa và đẩy Jesse và Isa (cả Lukas nếu người chơi không giúp anh ta chống lại Aiden) khỏi một mỏm đá vào Void. Tuy nhiên, Isa rất ngạc nhiên rằng có đất bên dưới Sky City, và xin lỗi Jesse về những vấn đề trước đó. Sau đó, Jesse và Isa tiến đến Sky City để ngăn chặn Aiden (Nếu Lukas bị đẩy khỏi sân, anh ấy sẽ phải ở lại để hồi phục chấn thương).
Trở lại Sky City, Blaze Rods đang sinh ra hàng trăm mob như ghasts và zombie để phá hủy thành phố, nhưng Jesse và Isa đã vượt qua chúng một cách dễ dàng. Ivor đưa cho Jesse một lọ thuốc mà người chơi lựa chọn để vượt qua hai thành viên khác của Blaze Rods để gặp Aiden. Aiden sinh ra hai Blazes để ngăn chặn Jesse, nhưng họ đã bị giết một cách dễ dàng. Aiden và Jesse sau đó đấu kiếm, Jesse chiếm thế thượng phong và hất văng kiếm của Aiden. Nhận ra số phận của mình, Aiden không còn lựa chọn nào khác ngoài đầu hàng và trả lại cho Jesse viên đá lửa và thép đã được yểm bùa. Jesse có thể chọn gửi Aiden qua rìa của Sky City, đi bộ ra khỏi anh ta hoặc đưa Aiden đi cùng (tất cả các lựa chọn nhưng bắt Aiden sẽ dẫn đến việc Aiden rơi xuống một thác nước).
Trở lại lối vào Sky City, những người dân không còn lựa chọn nào khác ngoài việc rơi xuống thác nước về phía đất liền, ngạc nhiên trước những gì họ nhìn thấy. Cả Isa và Milo đều muốn có toàn bộ quyền lực của mọi người, nhưng người chơi phải quyết định xem Milo nên có quyền lực, Isa nên có quyền lực hay cả hai nên chia sẻ quyền lực. Aiden và Blaze Rods chính thức bị bắt giữ, trong khi Isa trao cho Jesse vương miện của Eversource như một lời tri ân. Sau đó bốn người trở về nhà, nhưng thay vào đó, cánh cổng dẫn họ đến một khu vực chứa đầy hàng chục cánh cổng khác nhau.
A Portal to Mystery( Tập 6)
Một trong những cánh cổng dẫn bốn người (Jesse, Lukas, Petra và Ivor) đến một nghĩa trang. Trên một trong những bia mộ là một cuốn sách, đó là lời mời đến dinh thự của Chủ nhà. Cả nhóm sau đó bị bao vây bởi hàng trăm thây ma, nhưng họ đã trốn thoát và đến được dinh thự.
Tại biệt thự, cửa trước bị khóa, vì vậy bốn người đi vòng lại và vào qua cửa sổ nhà bếp. Bên trong, họ gặp nhau, vì một lý do nào đó, YouTuber TorqueDawg và CaptainSparklez. Đột nhiên, TorqueDawg chết sau khi bị trúng mũi tên nghiêng bắn từ một máy phân phối. Sau đó, LDShadowLady chào đón cả nhóm, và tất cả họ tiến vào sảnh chính. Ở đó, họ gặp Cassie Rose (cùng với con mèo cưng của cô ấy, Winslow), DanTDM, Stampy Cat, và các bảng xếp hạng, và tất cả họ đi đến phòng ăn.
Trong phòng ăn, CaptainSparklez nói với mọi người rằng TorqueDawg đã chết, và Jesse có thể cho họ biết nguyên nhân cái chết. Sau đó, Jesse có thể hỏi bất kỳ ai để biết thông tin về hành vi và tính cách của TorqueDawg. CaptainSparklez sau đó nói với Jesse rằng TorqueDawg đang tìm kiếm một "vật phẩm quý hiếm" - đá lửa và thép phù phép. Jesse có thể cho CaptainSparklez xem đá lửa và thép mê hoặc mà anh ta có, và CaptainSparklez thông báo với mọi người rằng họ được đưa đến đây vì ai đó có nó. Đột nhiên, CaptainSparklez rơi xuống một cái hố và chết vì ngạt thở. Sau đó, đèn tắt, và một nhân vật đội khăn da trắng trên đầu xuất hiện. Sau đó, White Pumpkin thông báo với mọi người rằng anh ta đang tìm kiếm kho báu mà anh ta mong muốn (đá lửa và thép mê hoặc), và anh ta sẽ không nghỉ ngơi cho đến khi lấy được nó, ngay cả khi anh ta phải giết người khác. Cassie Rose cố gắng trốn thoát, nhưng dinh thự bị bao vây bởi thây ma. Jesse và Lukas sau đó kiểm tra phòng ăn, và tìm thấy bốn nút trên bàn ăn. Họ cũng phát hiện ra rằng White Pumpkin trong căn phòng nói trên đã được tạo ra bằng cách sử dụng một giá đỡ áo giáp với máy hát tự động như một giọng nói, có thể là để đánh lạc hướng.
Jesse sau đó thẩm vấn bốn nghi phạm có khả năng là Bí ngô trắng; các nghi phạm là DanTDM, LDShadowLady, Stampy Cat và Lukas. DanTDM tuyên bố rằng đá lửa và thép là của anh ấy, rằng anh ấy chưa bao giờ nhìn thấy mũi tên nghiêng trước đây, và anh ấy là một người mới làm quen với đá đỏ. Anh ta đến gặp Lizzie để tìm thông tin về thuốc và Stampy để biết thông tin về đá đỏ. LDShadowLady muốn đá lửa và thép, tuyên bố rằng cô ấy là thợ làm đỏ trung cấp và rằng cô ấy biết mũi tên nghiêng là gì. Cô ấy nghĩ rằng Stampy có thể ăn cắp đá lửa và thép, và cô ấy cũng đến gặp anh ta để lấy thông tin về potion / redstone. Stampy không muốn đá lửa và thép, tuyên bố rằng DanTDM đã đưa ra tuyên bố của mình và rằng anh ta chưa bao giờ nhìn thấy mũi tên nghiêng. Anh ta đến LDShadowLady để biết thông tin về lọ thuốc. Tuy nhiên, Stampy nói dối về redstone, nói rằng anh ta là một người mới làm quen với redstone, trong khi anh ấy thực sự là Nhà vô địch Ba khối. Sau đó, Jesse có thể buộc tội ai đó là Bí ngô trắng, hoặc thay vào đó kết luận rằng không có đủ bằng chứng để nghi ngờ bất cứ ai là như vậy. Lukas theo dõi năm người trong khi Jesse, Petra và Ivor kiểm tra cái bẫy trong bếp.
Bên trong nhà bếp, Jesse đục một bức tranh trên tường, để lộ một lối đi bằng một chiếc đòn bẩy được cho là điều khiển bộ phân phối bắn những mũi tên nghiêng. Jesse nhận ra rằng White Pumpkin sử dụng lối đi để di chuyển bí mật về dinh thự. Cả ba đi qua lối đi để đến thư viện, nơi chứa đầy hàng chục con nhện. Tùy thuộc vào người bạn chọn để tấn công, DanTDM hoặc LDShadowLady bị giết bởi nhện hoặc bị giết bởi White Pumpkin. Jesse và Lukas sau đó chạy đua theo White Pumpkin đến phía đông của dinh thự trước khi anh ta đeo mặt nạ cho Lukas. Với việc Lukas được trang điểm như vậy, những người khác đã kết tội nhầm Lukas là White Pumpkin. Lukas bị thẩm vấn, trong khi Jesse và Petra tìm bằng chứng để chứng minh rằng Lukas vô tội. Jesse và Petra sau đó tìm thấy một lối vào bí mật dẫn đến tầng hầm của biệt thự.
Trong tầng hầm, Jesse và Petra tìm thấy một hệ thống vận chuyển vật phẩm, một trang trại bí ngô trắng và một trung tâm trung tâm cho White Pumpkin. Trung tâm này chứa thông tin về độc dược, rương chứa những người đã chết, một cái hồ và hàng chục con mèo tam thể. Điều này khiến Jesse kết luận rằng Bí ngô trắng chính là Cassie Rose, người đã thú nhận. Ngay khi họ chuẩn bị tấn công cô, Cassie rơi vào bẫy của chính mình và được cho là đã chết. Sau đó, bảy người rời khỏi dinh thự, với ba người chia tay với Order of the Stone mới. Cánh cổng mà họ sáng lên là một vết bẩn, khiến họ rơi xuống một cái hố. Trong đó có một số mối quan hệ cuối cùng. White Pumpkin (Cassie Rose) vẫn chưa chết, và cô ấy đã bắt đầu cái bẫy. Petra, Lukas và Ivor đến nơi an toàn, trong khi Jesse và White Pumpkin chiến đấu để giành lấy đá lửa và thép mê hoặc. Jesse cuối cùng cũng chiếm được ưu thế và đánh gục White Pumpkin vào bẫy của chính mình. Người chơi có thể chọn ném Winslow xuống hoặc bỏ đi, và Order of the Stone mới sẽ đi qua cổng thực tế.
Trong một cảnh hậu tập, bằng cách nào đó, CaptainSparklez có lẽ đã hồi sinh thông báo cho người chơi về cuộc phiêu lưu tiếp theo của nhóm.
Access Denied( Tập 7)
Một trong những cổng dẫn bốn người (Jesse, Petra, Ivor và Lukas) đến một quần xã sinh vật Mesa. Từ đó, Jesse và Petra tìm thấy một "siêu thây ma" và giết nó. Sau khi điều này xảy ra, một số "siêu thây ma" tiếp cận nhóm, chỉ ra rằng Jesse, Lukas, Ivor và Petra nên đi theo họ. Sau đó, các "siêu thây ma" dẫn cả bốn người đến Crown Mesa, một thị trấn bị tấn công bởi những kẻ vô tâm với những con chip màu đỏ trên đầu của họ. Jesse sau đó đối mặt với Harper, người được cho là đứng sau tất cả những chuyện này, nhưng cô ấy trốn thoát, và cả bốn được người dân thị trấn đưa đến gặp PAMA (Prototype Autonomous Management Agent), một siêu máy tính làm bằng thiết bị redstone có thể điều khiển tâm trí bất cứ thứ gì bằng những con chip giống như người dân thị trấn trong đầu họ (mà nó mô tả là làm cho họ "hữu ích").
PAMA chào mừng bốn người đến với Crown Mesa nhưng phát hiện ra rằng bốn người không phải từ đó. Sau đó, nó hỏi họ những câu hỏi liên quan đến việc họ đến đây bằng cách nào và thế giới của họ như thế nào, nhưng dù sao nó cũng khiến Petra và Lukas trở nên "hữu ích". Giống như Jesse sắp được làm "hữu dụng", anh ấy / cô ấy và Ivor có thể sử dụng một bài toán khó giải, một câu đố logic hoặc một câu đố để khiến PAMA bối rối và chuyển hướng quyền lực. Cả hai sau đó cùng Harper trốn thoát đến phòng thí nghiệm bí mật của cô. Trên đường đến phòng thí nghiệm bí mật của mình, Jesse và Ivor phát hiện ra rằng nước đã phá hủy các con chip dùng để điều khiển tay sai của PAMA. Tại lối vào, Jesse, Ivor và Harper phải đối mặt với những tay sai của PAMA, bao gồm Petra và Lukas. Jesse có thể tách Petra hoặc Lukas bằng cách dùng nước cảm xạ cô ấy hoặc anh ta. Harper tặng Jesse một bông hồng để tặng "Harry"
Tại phòng thí nghiệm bí mật, Jesse đưa cho "Harry" một bông hồng, loại bỏ băng khỏi trái tim của "Margaret", và đưa một ngọn đuốc bằng đá đỏ cho một "bạn bè" khác của Harper. Điều này cho phép Jesse sử dụng tai nghe để điều khiển một trong những tay sai của PAMA, nhưng cũng có thể di chuyển sang một kẻ khác nếu anh ta / cô ta bị bao vây. Điều này được sử dụng để ngăn Harper trở nên "hữu ích". Harper sau đó bảo Jesse đi đến lõi trung tâm của PAMA và loại bỏ Redstone Heart; ngay sau đó, Harper bị tay sai của PAMA mang đi. Cả ba (Jesse, Petra / Lukas và Ivor) sau đó tiến về trung tâm của PAMA.
Bên trong lõi, PAMA đối mặt với Jesse cùng với tay sai của nó, nhưng họ đã bị giết một cách dễ dàng. Jesse sau đó đổ nước lên các khối đá đỏ kết nối với trái tim để ngăn chặn nó. Ngay khi Jesse chuẩn bị tháo Redstone Heart, anh ấy / cô ấy phải đối mặt với Petra / Lukas (người mà người chơi đã bỏ đi trước đó), nhưng Jesse đã chiến đấu với cô ấy / anh ta và có thể tháo Redstone Heart, khiến cô ấy tắt lịm. PAMA và giải phóng những kẻ tay sai của nó khỏi sự kiểm soát của anh ta. Sau đó, nhóm ăn mừng với những người của Crown Mesa trước khi quay trở lại phòng cổng.
Trong phòng cổng thông tin, Harper nói với bốn người rằng cô và một số người khác đã làm một tập bản đồ để lập biểu đồ các tuyến đường giữa các thế giới cổng thông tin. Cô ấy nói rằng cô ấy không có nó, nhưng biết ai đó đã làm, và tiết lộ một chuyến bay của cầu thang. (Bản dịch cần chỉnh sửa)
A Journey's End?( tập 8)
Năm người (Jesse, Petra, Lukas, Ivor và Harper) đi lên cầu thang đến một cánh cửa. Harper sau đó đẩy Jesse, Petra, Lukas và Ivor ra khỏi sân ga, và họ rơi vào một trò chơi lách cách đang diễn ra. Sau khi Ivor / Petra và Lukas chết (tùy thuộc vào người đã được cứu), Jesse bắt đầu sử dụng thanh kiếm của mình, mà anh / cô ấy không biết, là bất hợp pháp. Hadrian, Otto và Mevia (phần còn lại của Old Builders) kêu gọi dừng trò chơi, thông báo cho Jesse về "luật chơi". May mắn thay, Lukas và Ivor / Petra hồi sinh khi họ bị buộc phải "đi làm trong hầm mỏ", và Jesse và Ivor / Petra được phép ở lại làng của đối thủ cạnh tranh.
Trong làng của đối thủ cạnh tranh, Jesse và Ivor / Petra cố gắng hòa hợp với các đối thủ khác của họ, với một số người trong số họ đề cập đến một huyền thoại tên là Tim, người được cho là người duy nhất có thể giành chiến thắng trong trò chơi. Sau khi lấy một miếng bánh mì cho Facemeat, một trong những đấu sĩ, anh ta cho phép Lukas và Ivor / Petra ra khỏi mỏ. Harper và Otto cũng xuất hiện, thông báo cho bốn người (Jesse, Lukas, Petra và Ivor) rằng họ đang ở bên cạnh họ, và cả bốn sau đó nghỉ ngơi qua đêm.
Sáng hôm sau, Jesse và Petra / Ivor tham gia vào ngày hôm sau của Thế vận hội. Đội Xanh lá kêu gọi đình chiến, Jesse có thể chấp nhận hoặc từ chối. Trò chơi sau đó bắt đầu với một cuộc đua, cuối cùng dẫn dắt các đối thủ vào Gladiator Junction, một khu vực bị các Gladiators đánh chiếm. Jesse gần như không thể sống sót và có thể hỗ trợ Nell, một thành viên Đội Xanh, giành chiến thắng. Jesse không hề hay biết, Emily, cũng từ đội Green, đã thỏa thuận với Hadrian để loại bỏ Jesse, nhưng cô ấy đã không làm theo. Jesse sau đó được lệnh của Slab, một trong những đấu sĩ, đến gặp Hadrian, và Jesse miễn cưỡng tuân theo.
Bên trong văn phòng của Hadrian, Hadrian nói chuyện với Jesse về việc giành chiến thắng trong Thế vận hội và nói với Jesse rằng Tim chỉ là một câu chuyện Hadrian bịa ra để giữ động lực cho các đối thủ cạnh tranh. Phá vỡ một bức tường, Hadrian tiết lộ rằng anh ta đã bắt Olivia, Axel và Reuben (những người hóa ra là người mở ra từ tập đầu tiên). Hadrian sau đó đột nhiên thay đổi các điều khoản trong thỏa thuận của mình với Jesse, nói rằng nếu Jesse thắng, thì Olivia và Axel sẽ làm việc trong mỏ mãi mãi, nhưng nếu Jesse thua, tất cả bạn bè của anh ấy / cô ấy sẽ có thể rời đi, nhưng Jesse sẽ có. ở lại phía sau. Jesse có thể đồng ý với thỏa thuận hoặc từ chối nó, và được gửi trở lại làng của đối thủ cạnh tranh. Tại làng của đối thủ cạnh tranh, Jesse thông báo với các đối thủ rằng Hadrian đã gian lận trò chơi chống lại họ, và Jesse có thể chọn tiết lộ rằng Tim không có thật. Tất cả sau đó nghỉ ngơi qua đêm.
Sáng hôm sau, mọi người tham gia vào ngày cuối cùng của Thế vận hội, với "The Walls". Jesse bị ném vào một khu vực về cơ bản chỉ là đất và sỏi. Sau khi bức tường đổ xuống, những người tham gia lập nhóm và các Đấu sĩ đào tẩu, mang lại cho Jesse và những người tham gia khác chiến thắng. Ngay khi Otto chuẩn bị đưa Atlas cho Jesse, Hadrian và Mevia gài bẫy Otto trong obsidian và chiến đấu với Jesse. May mắn thay, Jesse chiến thắng nhờ "áo giáp của Tim", và Jesse được trao đúng tập bản đồ. Otto có kế hoạch làm cho các trò chơi vui vẻ trở lại, và sau đó Jesse có thể thuyết phục Emily về nhà, giúp Otto chơi các trò chơi hoặc tham gia cùng anh ấy / cô ấy. Sáu người (Jesse, Axel, Petra, Lukas, Olivia và Ivor) sau đó về nhà và trưng bày những món quà lưu niệm của họ. Khi họ chuẩn bị rời đi,
Trong một cảnh post-credit, Hadrian và Mevia xuất hiện trong một thế giới nền tảng của zombie cỡ gà / zombie cỡ gà (tùy thuộc vào lựa chọn đầu tiên mà Jesse đưa ra trong tập đầu tiên). Khi cả hai đều không có lối thoát, Hadrian giao cho Mevia nhiệm vụ của cô ấy với tư cách là người thực thi.

## Phát triển
| “ | Những người kể chuyện tương tác tại Telltale đang mang đến cho người chơi cơ hội khám phá cách giải thích độc đáo của riêng họ về vũ trụ Minecraft. Họ đã tạo ra một câu chuyện tuân theo logic của Minecraft, nhưng vẫn quản lý để cảm thấy nguyên bản. Nó thực sự cũng khá buồn cười. Và con lợn thật đáng yêu. | „ |
|   | - Owen Jones |   |

Ý tưởng cho Minecraft: Story Mode xuất hiện vào khoảng cuối năm 2012 khi Telltale tham gia làm việc cho Tales from the Borderlands , một loạt phim dài tập dựa trên loạt Borderlands . Theo Job Stauffer, ý tưởng phát triển những câu chuyện xung quanh các thương hiệu trò chơi điện tử đã có tên tuổi khác đã khiến nhóm nghiên cứu ý tưởng cho một trò chơi liên quan đến Minecraft , vì trò chơi về cơ bản là một "tấm vải trống" để kể chuyện và sẽ tạo ra một thử thách thú vị .  Telltale bắt đầu đàm phán với Mojang Studios tại GDC 2013, và bắt đầu làm việc với tựa phim ngay sau đó. Stauffer lưu ý rằng việc Microsoft mua lại Mojang Studios không phải là một yếu tố trong sự phát triển của trò chơi, vì sự tương tác của họ với Mojang Studios đã bắt đầu tốt trước khi có lời đề nghị của Microsoft.
Telltale đã chọn tạo một nhân vật chính mới là Jesse cho Minecraft: Story Mode thay vì sử dụng các nhân vật "Steve" và "Alex" mặc định từ Minecraft , cảm thấy rằng họ không muốn cố gắng viết lại cách người chơi đã nhìn thấy những nhân vật này trong trò chơi .  Các nhân vật chính khác trong trò chơi được thiết kế lỏng lẻo xung quanh các nguyên mẫu của các nhân vật người chơi phổ biến trong Minecraft, chẳng hạn như những người tham gia xây dựng, chiến đấu hoặc làm đau lòng người chơi khác.  Trò chơi không cố gắng cung cấp bất kỳ hình nền nào cho một số khái niệm trong Minecraft, chẳng hạn như creepers, để tránh các cách hiểu khác nhau của người hâm mộ về các yếu tố đó, mặc dù chúng sẽ là yếu tố của câu chuyện trong trò chơi.
Stauffer nói rằng câu chuyện của trò chơi nhằm hướng đến sự thân thiện với gia đình, tương tự như The Goonies hoặc Ghostbusters ;  nội dung dự kiến của họ sẽ tương đương với xếp hạng PG-13 hoặc PEGI-12.  Một số diễn viên lồng tiếng là cựu sinh viên của những bộ phim như vậy vào những năm 1980 chẳng hạn như Corey Feldman, người đóng vai chính trong The Goonies , và trò chơi bao gồm nhiều tài liệu tham khảo khác nhau về các loại phim này.  Stauffer phản ánh rằng trong khi các trò chơi gần đây hơn của Telltale như The Walking Dead là những câu chuyện trưởng thành hơn, các trò chơi phiêu lưu ban đầu của họ như Sam & Max và Strong Bad's Cool Game dành cho những người hấp dẫnđược viết là thân thiện với gia đình và họ coi cách tiếp cận của họ với Chế độ câu chuyện là "một phần DNA của chúng tôi". Câu chuyện được viết để có thể truy cập được cho cả những người chơi hiện có của Minecraft - cả người chơi mới và người chơi nâng cao - và những khán giả mới bên ngoài trò chơi.
Minecraft: Story Mode được chính thức công bố vào tháng 12 năm 2014 như một dự án hợp tác giữa Mojang Studios và Telltale Games ; thông báo được trình bày dưới dạng một trò chơi phiêu lưu tương tác có tên "Info Quest II".  Đoạn giới thiệu đầu tiên của nó được phát hành trong hội nghị MINECON vào đầu tháng 7 năm 2015. Telltale xác nhận rằng họ sẽ phát hành trò chơi cho Wii U, đại diện cho lần đầu tiên một trò chơi Minecraft được phát hành trên nền tảng Nintendo.
Vào ngày 24 tháng 8 năm 2015, Winters đăng trên Twitter rằng cô ấy đã hoàn thành công việc lồng tiếng cho trò chơi nhưng không nói rõ là cô ấy lồng tiếng cho một nhân vật hay thực hiện một số đoạn tường thuật cho trò chơi.
Vào ngày 28 tháng 8 năm 2015, đã có thông báo rằng người chơi sẽ có thể chọn sự xuất hiện của nhân vật chính, Jesse.

## Yêu cầu hệ thống
Theo Trang sysrqmts.com

### Tối thiểu
| Thành phần              | Windows                                                                    | MacOS                                                                                        |
| ----------------------- | -------------------------------------------------------------------------- | -------------------------------------------------------------------------------------------- |
| Hệ điều hành            | Windows XP SP3 trở lên                                                     | OS X Lion (10.7) trở lên                                                                     |
| Bộ xử lý                | Intel Core2 Duo @ 2 GHz hoặc tương đương                                   | Intel @ 2,3 GHz                                                                              |
| Bộ nhớ (RAM)            | 3 GB trở lên                                                               | 4 GB trở lên                                                                                 |
| Dung lượng ổ cứng       | 3 GB dung lượng khả dụng                                                   | 3 GB dung lượng khả dụng                                                                     |
| Trình điều khiển đồ họa | Thẻ ATI hoặc NVIDIA Card/ 512 MB                                           | Thẻ ATI hoặc NVIDIA Card/ 512 MB                                                             |
| Phiên bản DirectX       | 9.0                                                                        | N / A                                                                                        |
| Card âm thanh           | Thiết bị âm thanh DirectX 9.0c                                             | N / A                                                                                        |
| Ghi chú                 | Không được khuyến nghị cho các trình điều khiển đồ họa tích hợp của Intel. | Không được khuyến nghị cho đồ họa tích hợp Intel, Mac mini hoặc các kiểu MacBook thế hệ đầu. |

### Khuyến nghị
| Thành phần              | Windows                                    |
| ----------------------- | ------------------------------------------ |
| Bộ xử lý                | Intel Core2 Duo @ 2.3 GHz hoặc tương đương |
| Bộ nhớ (RAM)            | 4 GB trở lên                               |
| Trình điều khiển đồ họa | Thẻ AMD hoặc NVIDIA có 1024 MB trở lên     |